# Austrian Energy & Environment
Die AE&E Group GmbH (abgekürzt AE&E) war die Holding einer Gruppe von Anlagenbau-Unternehmen aus dem Bereich der Energie- und Umwelttechnik mit Hauptsitz in Österreich. Zur Gruppe gehörten weltweit mehr als 25 Unternehmen, die größten hiervon in Österreich (Raaba/Graz, Wien), in der Schweiz (Zürich), Deutschland (Nürnberg, Köln, Ratingen), Frankreich (Paris) und Spanien (Bilbao).
Die Unternehmensgruppe war im Besitz der im Insolvenzverfahren befindlichen A-Tec Industries und stellte mit rund 40 % des Umsatzes den größten Bereich innerhalb der A-Tec dar. Infolge der Insolvenz der A-Tec Industries AG musste auch die AE&E Konkurs anmelden.
Daraufhin wurde die AE&E Gruppe zerschlagen.
Nach eigenen Angaben umfasste das Portfolio der AE&E Kessel und Kesselanlagen, Gasreinigungssysteme, thermische Abfallbehandlungsanlagen, schlüsselfertige Biomasse- und Industrieanlagen, Kohlevergaser und Ventile sowie Services vom Engineering über Modernisierung und Umbau bis zum Anlagenbetrieb.

## Geschichte
Das Unternehmen AE&E geht zurück auf die Vorgängerunternehmen Simmering-Graz-Pauker (Maschinenbaukonzern, gegründet 1854) und Waagner Biro (Stahlbauunternehmen, gegründet 1854). Im Jahre 1989 wurde das staatliche Unternehmen SGP geteilt und der Bereich Energie- und Umwelttechnik mit Teilen der VA zusammengelegt. 1992 fusionierte dieser Teil mit Waagner-Biro und bildete die AE&E.
1996 übernahm das Unternehmen die ersten Anteile (25 %) des kroatischen Kesselhersteller Đuro Đaković. Eine Übernahme von 100 % erfolgte im Jahr 2000.
Im Jahre 2002 übernimmt die A-Tec das Unternehmen.
In den folgenden Jahren expandierte das Unternehmen massiv durch Zukäufe:
- 2003 Von Roll Inova, Schweiz (Zürich)
- 2004 Babcock Espana, die spanische Tochter der Deutschen Babcock
- 2005 zwei kleinere Kesselhersteller in Indien und Australien
- 2006 Bereich Industriekessel und -kraftwerke von Alstom mit Niederlassungen in
  - Deutschland (Köln, Nürnberg); firmiert inzwischen als AE&E Inova GmbH,
  - Tschechien (Brünn); vormals První Brněnská Strojírna, dann ABB ALSTOM POWER Czech, s.r.o., jetzt Austrian Energy & Environment CZ s.r.o.[6]
  - Australien (Sydney)[7]
- 2007 Lentjes, Ratingen[8][9]

Die massiven Zukäufe kamen in den Folgejahren zu einem jähen Ende. Am 24. November 2010 musste AE&E nach dem Konkurs der Konzernmutter am Handelsgericht Wien die Insolvenz (Sanierungsverfahren ohne Eigenverwaltung) anmelden.
Laut einem Artikel des Industriemagazins habe der Vorstand der AE&E durch Bilanztricks getäuscht. Davon seien neben Öffentlichkeit und Banken auch Mirko Kovats betroffen gewesen.
Anfang Dezember gab die Andritz AG bekannt, die AE&E Austria (das bedeutet die österreichischen Niederlassungen) zu kaufen und zu sanieren. Diese firmieren nun unter Andritz Energy & Environment.
Die Schweizer Zwischenholding AE&E Inova Holding AG musste im Dezember 2010 Nachlassstundung beantragen, da ein Darlehen an die AE&E Group GmbH abgeschrieben werden musste.
Die übrigen Gesellschaften wurden wie folgt verwertet:
- Die Schweizer Tochterunternehmen AE&E Inova und KRB AG sowie die AE&E Inc., USA wurden an den japanischen Industriekonzern Hitachi Zosen verkauft.[14][14][15]
- Das russische Unternehmen EM Alliance übernahm die kroatische Tochter Đuro Đaković (Unternehmen)[16]
- Lentjes wurde vom südkoreanischen Doosan-Konzern gekauft.[17]
- Die Altawest SAS übernahm AE&E Inova France SA, AE&E Maintenance France S.A.S. und AE&E Inova France Operations S.A.S.[14]
- AE&E CZ, s.r.o., Tschechien ging 2011 an Bilfinger Berger[18]
- AE&E Chennai Works Ltd. und I.D.E.A. Private Ltd. wurden an Doosan (Südkorea) und Dodsal (Indien) verkauft[16]
- AE&E Inova GmbH, Deutschland musste im November 2010 Insolvenz anmelden. Die japanische IHI Corporation erwarb den Bereich Anlagen- und Kesselbau, Keppel Seghers das Know-how bezüglich Müllverbrennungsanlagen und enpros den Bereich Engineering.[19]
- AE&E Australia musste Insolvenz anmelden und wurde daraufhin an RCR Tomlinson verkauft[20]

## Ehemalige Vorstände
- Jürgen Wild (* 1961), Vorstandsvorsitzender (2005–2008)

## Geschäftszahlen
Durch die o. g. Zukäufe ist die AE&E-Gruppe in den letzten Jahren massiv gewachsen:
| Jahr | Umsatz [Mio. €] | Mitarbeiter |
| ---- | --------------- | ----------- |
| 2003 | 131             | 1100        |
| 2004 | 431             | 1607        |
| 2005 | 443             | 2153        |
| 2006 | 613             | 2726        |
| 2007 | 1045            | 4544        |
| 2008 | 1622            | 5005        |
| 2009 | 1812            | 5204        |

## Trivia
Das Logo der AE&E ist ein Penrose-Dreieck.